# 1961年2月15日の日食

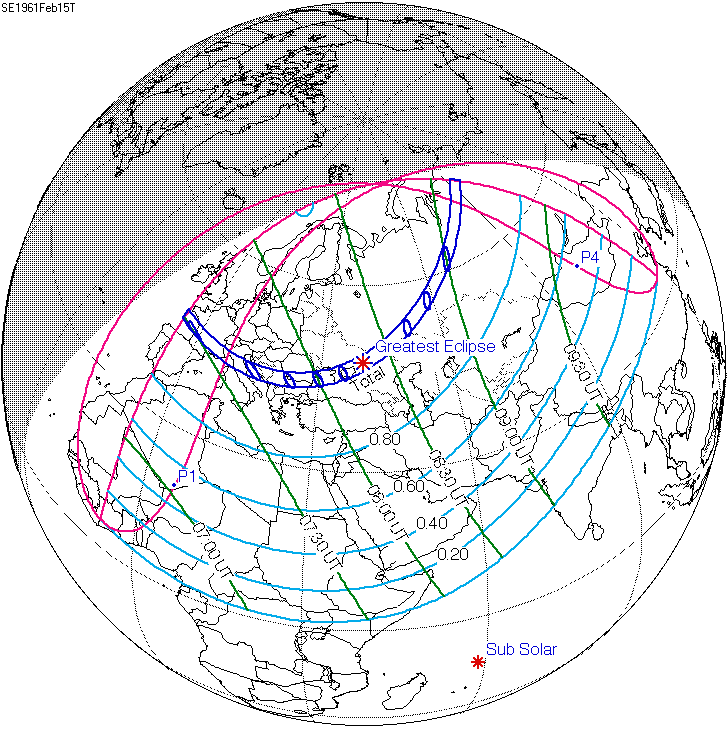

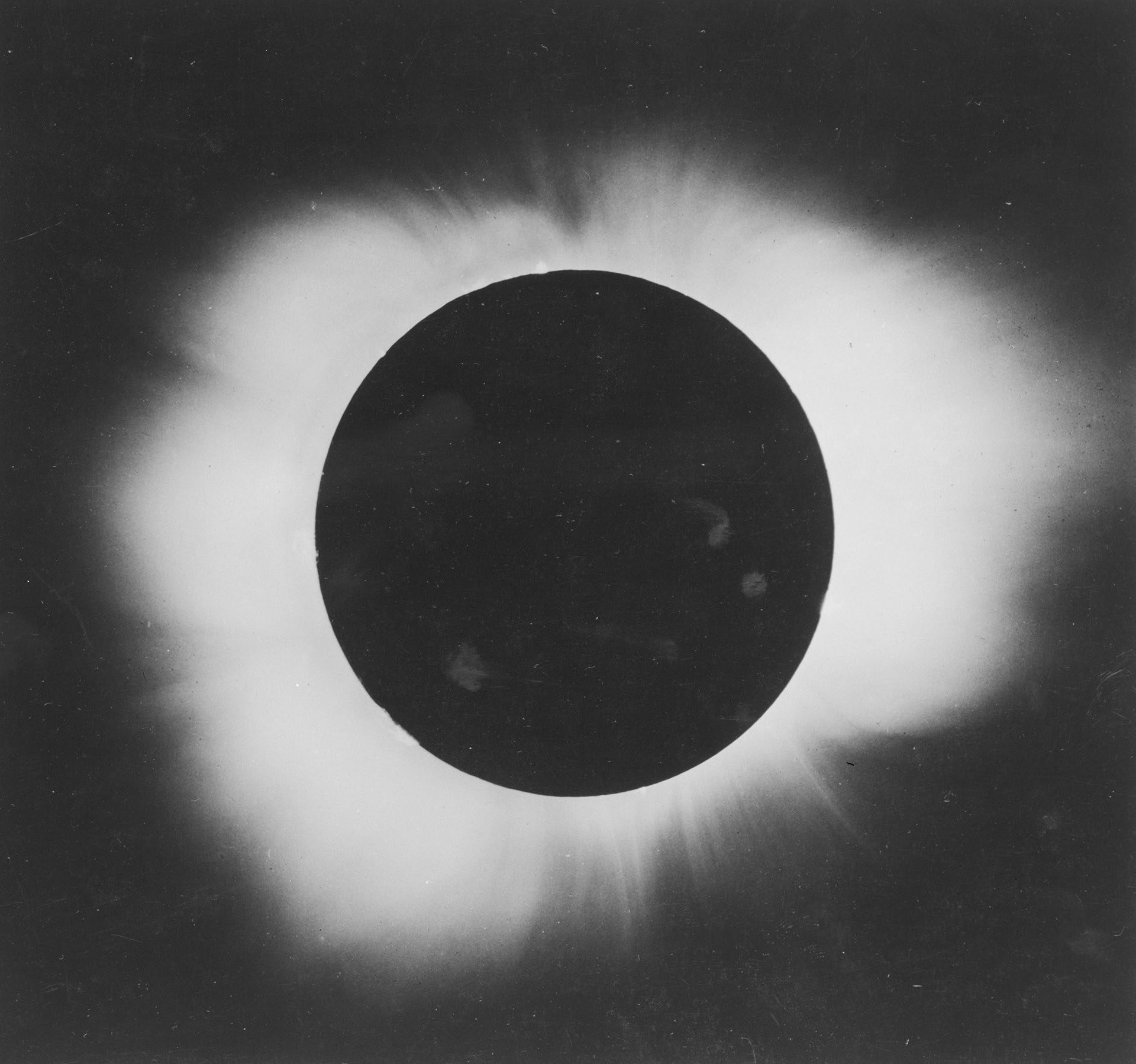

1961年2月15日の日食は、1961年2月15日に観測された日食である。フランス、モナコ、イタリア、サンマリノ、ユーゴスラビア、アルバニア、ブルガリア、ルーマニア、ソ連で皆既日食が観測され、ユーラシア大陸の大部分とアフリカ中北部で部分日食が観測された。

## 通過した地域
皆既帯が通過した、皆既日食が見えた地域はフランス南部、モナコ、イタリア北部、サンマリノ、ユーゴスラビア連邦人民共和国（現在のクロアチア南部、ボスニア・ヘルツェゴビナ中南部、モンテネグロ中北部、セルビア中南部、コソボ中北部、北マケドニア北部）、アルバニア北部、ブルガリア北部（首都ソフィアを含む）、ルーマニア南部（首都ブカレストを含む）、ソ連（現在のウクライナ南東部、ロシア、カザフスタン北西端）だった。
また、皆既日食が見えなくても、部分日食が見えた地域はヨーロッパのほとんど（アイスランド、ノルウェー領スヴァールバル諸島、ソ連のゼムリャフランツァヨシファを除く）、北アフリカ全部、西アフリカのほとんど（南西部沿岸を除く）、中部アフリカ北部、東アフリカ北部、西アジア全部、南アジア中北部、中国西部と中北部、モンゴル全国、ソ連の大部分（極東を除く）だった。
日食当日の2月15日は、部分日食が見えるアジアの一部で、旧正月でもあった。

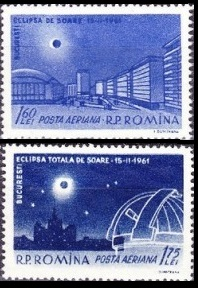
ルーマニアがこの皆既日食のために発行した切手

## 観測
アメリカ合衆国テキサス大学の観測隊はイタリアのピサで皆既日食を観測した。主に太陽放射の中1cm以下の波長の部分について研究した。当時、コロナの可視光線の常時観測は既にコロナグラフによって解決され、ただミリ波帯の観測に適する機械がまだなく、皆既日食で太陽の光球が隠される時に頼ることが必要だった。イタリアのフィレンツェにあるアルチェトリ天文台も観測した。フランスなどでは多くのニュース新聞は、視力損傷または失明の危険を防ぐため、市民らに減光措置を取るよう呼びかけた。

## 逸話

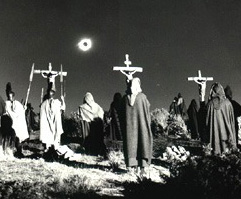
1961年映画「バラバ」でこの皆既日食を利用して再現した磔刑の暗闇

アンソニー・クイン主演の映画「バラバ」の中でキリストの磔刑のシーンはイタリアで皆既日食の時撮影された。